# Deutsches Maritimes Zentrum
Das Deutsche Maritime Zentrum (DMZ) ist ein Verein, der als nationale Plattform der deutschen maritimen Wirtschaft dient.

## Geschichte
Das Deutsche Maritime Zentrum wurde 2017 gegründet und hat seit 2019 seinen Sitz im ehemaligen Verwaltungsgebäude von Blohm + Voss im Hamburger Stadtteil Steinwerder. Erster Geschäftsführer war der Schiffbauingenieur Wolfgang Sichermann. Ihm folgte Claus Brandt  (2020 bis 2024). Seit September 2024 ist Matthias Catón Geschäftsführer.

### Mitglieder
Mitglieder sind die Bundesrepublik Deutschland, vertreten durch das Bundesministerium für Digitales und Verkehr (BMDV); die Bundesländer Bremen, Hamburg, Mecklenburg-Vorpommern, Niedersachsen, und Schleswig-Holstein, das Maritime Cluster Norddeutschland, der Verband Deutscher Reeder, der Verband für Schiffbau und Meerestechnik, der Zentralverband der deutschen Seehafenbetriebe und der Zentralverband Deutscher Schiffsmakler.

### Leitung
Dem fünfköpfigen, ehrenamtlich tätigen Vorstand gehören Spitzenbeamte und Verbandsfunktionäre an. Drei Vorstandsmitglieder werden vom Bundesministerium für Digitales und Verkehr benannt, die beiden übrigen werden von der Mitgliederversammlung gewählt. Vorsitzender ist Reinhard Lüken, stellvertretender Vorsitzender ist Lutz M. Birke. Weitere Vorstandsmitglieder sind Daniel Hosseus, Martin Kröger und Petra Schulz. Das DMZ wird von einem hauptberuflichen Geschäftsführer geleitet.

### Finanzierung
Der Verein erhält Mittel aus dem Etat des BMDV – von 2018 bis 2023 in Form einer projektbezogenen Förderung. Seit 2024 erhält das DMZ eine institutionelle Förderung.

### Ziel
Der Zweck des Vereins ist es, die Wettbewerbsfähigkeit und Innovationskraft des gesamten deutschen maritimen Standortes zu erhöhen und das Know-how sowie die Berufsperspektiven in der maritimen Wirtschaft zu stärken. Ein weiteres Ziel ist es, die gemeinsamen wirtschaftliche Interessen der norddeutschen Länder bei Verkehrsprojekten zusammenzuführen, den Ausbau der erneuerbaren Energien und die Entwicklung der norddeutschen Häfen zu stärken sowie alle Zukunftsthemen der maritimen Industrie und Wirtschaft zu vertreten.
Beim DMZ sollen die Kompetenzen von Bund, Ländern, Wirtschaft, Wissenschaft und Gewerkschaften in Hamburg gebündelt werden, um für die mehr als 400.000 Beschäftigten im gesamten maritimen Sektor die Infrastruktur zu verbessern sowie die Wettbewerbsfähigkeit und Innovationskraft zu steigern. Ein wichtiger Schwerpunkt wird im Bereich des branchenübergreifenden Wissens- und Technologietransfers gesetzt, verbunden mit der schnellen Umsetzung von Forschungsergebnissen in Pilotprojekten und Prototypen.